# Петерс, Карл Фридрих
Карл Фри́дрих Пе́терс (нем. Carl Friedrich Peters; 30 марта 1779, Лейпциг — 20 ноября 1827, больница в замке Зонненштайн, Пирна) — немецкий книготорговец и издатель.
В 1814 г. приобрёл музыкальное издательство, основанное в 1800 г. композитором Францем Антоном Хофмайстером и органистом Амброзиусом Кюнелем, и дал ему своё имя, под которым — как Edition Peters — оно известно по сей день. На годы непосредственной деятельности Петерса приходится, прежде всего, активное сотрудничество издательства с Людвигом ван Бетховеном, отразившееся, в частности, в их интенсивной переписке.
После смерти Петерса дело перешло по наследству к его малолетней дочери, у опекунов которой издательство было выкуплено в 1828 году предпринимателем Карлом Готгельфом Зигмундом Бёме.